# دهستان آلاداغ
دهستان آلاداغ نام دهستانی در بخش مرکزی شهرستان بجنورد، استان خراسان شمالی در ایران است. براساس سرشماری مرکز آمار ایران در سال ۱۳۸۵، جمعیت آن ۲۶۲۵۹ نفر (۶۴۰۸ خانوار) بوده‌است.